# アメーリア・ヘルナンデス

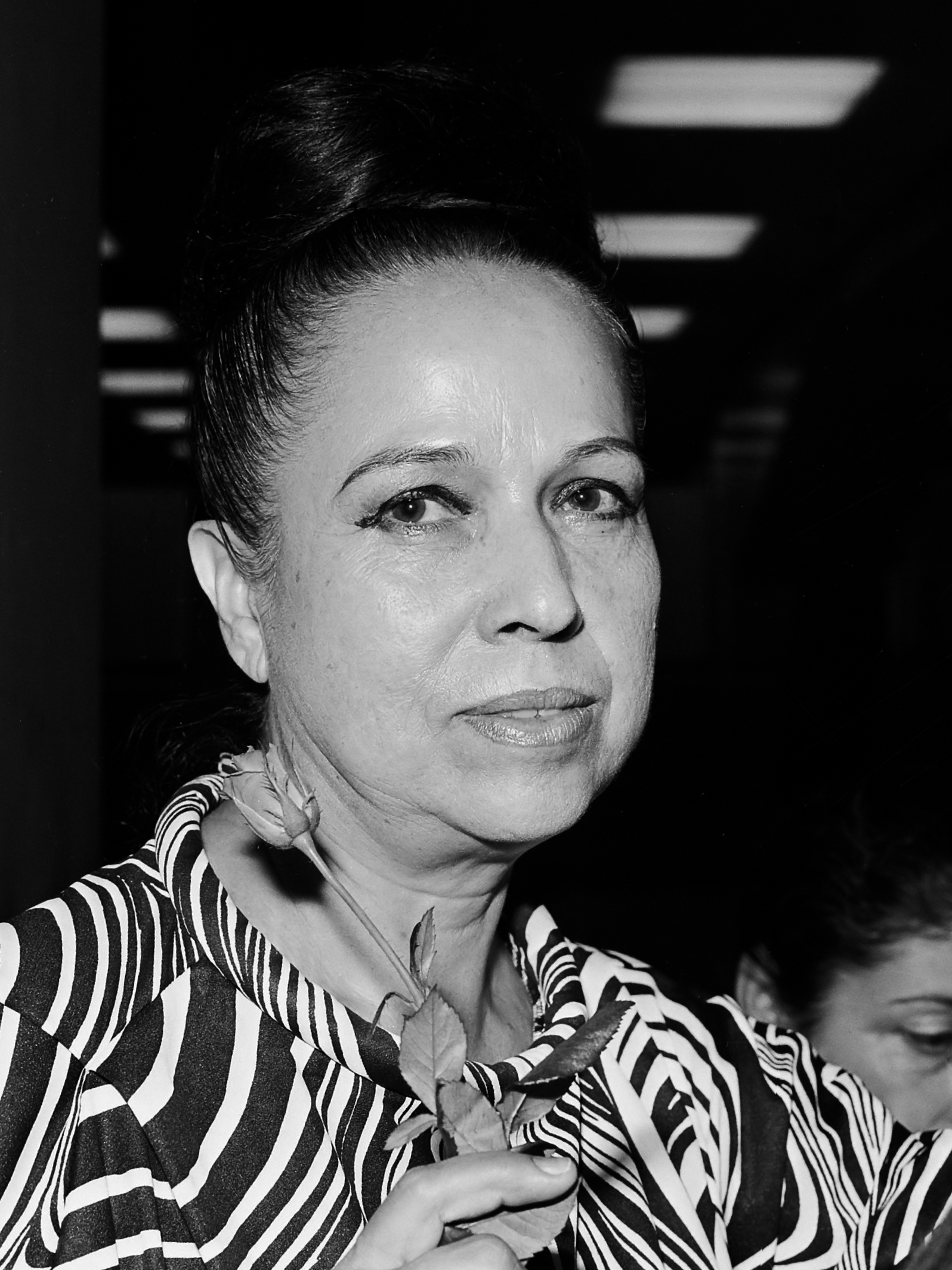
アメーリア・ヘルナンデス（1973年）

アメーリア・ヘルナンデス（Amalia Hernández Navarro、1917年9月19日 - 2000年11月5日）は、メキシコのバレエ振付師であり、世界的に有名なバレエ・フォークロリコ・デ・メキシコの創始者である。
ヘルナンデスは、軍官で政治家のランベルト・エルナンデスとその妻アマルリア・ナバロの間に生まれた。
彼女はBaile Folkloricoの開発のパイオニアであり、1952年、Hernándezはわずか8人のダンサーでメキシコFolkloric Balletを創設した。 1959年までに、アンサンブルは60人のパフォーマーに成長した。 1959年、イリノイ州シカゴのパン・アメリカン・ゲームズでメキシコを代表することを依頼されました。ナヴァロは生涯に60以上の振り付けを作った。
1960年以来、HernándezのBalletFolklóricodeMéxicoはメキシコシティのPalace of Fine Artsで日曜日の朝と水曜日の夜を中断することなく演奏した。
また、メキシコシティにFolkloric Ballet Schoolを設立した。 彼女の弟、建築家AgustínHernándezNavarroは、1968年に建物を設計した。